# Mistrzostwa Świata w Szermierce 2022
Mistrzostwa świata w szermierce 2022 odbyły się w dniach 15-23 lipca 2022 roku w stolicy Egiptu, Kairze. Zawody rozgrywane były w hali Cairo Stadium Indoor Halls Complex. W programie znalazło się dwanaście konkurencji, po sześć dla kobiet i mężczyzn. W klasyfikacji medalowej triumfowali reprezentanci Francji, zdobywając cztery złote, dwa srebrne i dwa brązowe medale.

## Klasyfikacja medalowa
| Lp. | Państwo                                                 | złoto | srebro | brąz | Razem |
| --- | ------------------------------------------------------- | ----- | ------ | ---- | ----- |
| 1   | Francja                                                 | 4     | 4      | 2    | 8     |
| 2   | Korea Południowa                                        | 3     | -      | -    | 3     |
| 3   | Włochy                                                  | 2     | 4      | 2    | 8     |
| 4   | Węgry                                                   | 2     | 1      | -    | 3     |
| 5   | Japonia                                                 | 1     | 1      | 2    | 4     |
| 6   | Stany Zjednoczone                                       | -     | 2      | 2    | 4     |
| 7   | Azerbejdżan · Niemcy                                    | -     | 1      | -    | 1     |
| 9   | Hongkong · Rumunia                                      | -     | -      | 2    | 2     |
| 11  | Belgia · Grecja · Gruzja · Hiszpania · Polska · Ukraina | -     | -      | 1    | 1     |

## Harmonogram
Zostało rozegranych dwanaście konkurencji. 
Wszystkie czasy podane według czasu lokalnego (UTC+2).
| Data             | Czas  | Konkurencja                                           |
| ---------------- | ----- | ----------------------------------------------------- |
| 15 lipca 2022 r. | 09:00 | Szpada kobiet - kwalifikacje                          |
| 15 lipca 2022 r. | 13:00 | Szabla mężczyzn - kwalifikacje                        |
| 16 lipca 2022 r. | 09:00 | Floret kobiet - kwalifikacje                          |
| 16 lipca 2022 r. | 13:00 | Szpada mężczyzn - kwalifikacje                        |
| 17 lipca 2022 r. | 09:00 | Szabla kobiet - kwalifikacje                          |
| 17 lipca 2022 r. | 12:00 | Floret mężczyzn - kwalifikacje                        |
| 18 lipca 2022 r. | 08:30 | Szpada kobiet                                         |
| 18 lipca 2022 r. | 10:00 | Szabla mężczyzn                                       |
| 19 lipca 2022 r. | 08:30 | Floret kobiet                                         |
| 19 lipca 2022 r. | 10:00 | Szpada mężczyzn                                       |
| 20 lipca 2022 r. | 08:30 | Kwalifikacje do konkursu drużynowego szpady kobiet    |
| 20 lipca 2022 r. | 08:30 | Kwalifikacje do konkursu drużynowego szabli mężczyzn  |
| 20 lipca 2022 r. | 10:00 | Szabla kobiet                                         |
| 20 lipca 2022 r. | 11:00 | Floret mężczyzn                                       |
| 21 lipca 2022 r. | 08:30 | Kwalifikacje do konkursu drużynowego szpady mężczyzn  |
| 21 lipca 2022 r. | 08:30 | Kwalifikacje do konkursu drużynowego floretu kobiet   |
| 21 lipca 2022 r. | 10:00 | Konkurs drużynowy szpady kobiet                       |
| 21 lipca 2022 r. | 10:00 | Konkurs drużynowy szabli mężczyzn                     |
| 22 lipca 2022 r. | 08:30 | Kwalifikacje do konkursu drużynowego floretu mężczyzn |
| 22 lipca 2022 r. | 08:30 | Kwalifikacje do konkursu drużynowego szabli kobiet    |
| 22 lipca 2022 r. | 10:00 | Konkurs drużynowy floretu kobiet                      |
| 22 lipca 2022 r. | 11:20 | Konkurs drużynowy szpady mężczyzn                     |
| 23 lipca 2022 r. | 10:30 | Konkurs drużynowy szabli kobiet                       |
| 23 lipca 2022 r. | 11:00 | Konkurs drużynowy floretu mężczyzn                    |

## Medaliści

### Mężczyźni
| Złoto                                                                          | Srebro                                                                               | Brąz                                                                          |
| Floret                                                                         |                                                                                      |                                                                               |
| Enzo Lefort                                                                    | Tommaso Marini                                                                       | Cheung Ka Long Nick Itkin                                                     |
| Włochy · Guillaume Bianchi · Alessio Foconi · Daniele Garozzo · Tommaso Marini | Stany Zjednoczone · Chase Emmer · Nick Itkin · Alexander Massialas · Gerek Meinhardt | Francja · Maximilien Chastanet · Enzo Lefort · Pierre Loisel · Alexandre Sido |
| Szpada                                                                         |                                                                                      |                                                                               |
| Romain Cannone                                                                 | Kazuyasu Minobe                                                                      | Ihor Rejzlin Neisser Loyola                                                   |
| Francja · Alexandre Bardenet · Yannick Borel · Romain Cannone · Alex Fava      | Włochy · Gabriele Cimini · Davide Di Veroli · Andrea Santarelli · Federico Vismara   | Japonia · Kōki Kanō · Ryū Matsumoto · Kazuyasu Minobe · Masaru Yamada         |
| Szabla                                                                         |                                                                                      |                                                                               |
| Áron Szilágyi                                                                  | Maxime Pianfetti                                                                     | Sandro Bazadze Iulian Teodosiu                                                |
| Korea Południowa · Gu Bon-gil · Kim Jun-ho · Kim Jung-hwan · Oh Sang-uk        | Węgry · Tamás Decsi · Csanád Gémesi · András Szatmári · Áron Szilágyi                | Włochy · Luca Curatoli · Michele Gallo · Luigi Samele · Pietro Torre          |

### Kobiety
| Złoto                                                                         | Srebro                                                                                 | Brąz                                                                                               |
| Floret                                                                        |                                                                                        | |
| Ysaora Thibus                                                                 | Arianna Errigo                                                                         | Maria Boldor Lee Kiefer                                                                            |
| Włochy · Arianna Errigo · Martina Favaretto · Francesca Palumbo · Alice Volpi | Stany Zjednoczone · Jacqueline Dubrovich · Lee Kiefer · Zander Rhodes · Maia Weintraub | Francja · Anita Blaze · Solène Butruille · Pauline Ranvier · Ysaora Thibus                         |
| Szpada                                                                        |                                                                                        | |
| Song Se-ra                                                                    | Alexandra Ndolo                                                                        | Rossella Fiamingo Vivian Kong                                                                      |
| Korea Południowa · Choi In-jeong · Kang Young-mi · Lee Hye-in · Song Se-ra    | Włochy · Rossella Fiamingo · Federica Isola · Mara Navarria · Alberta Santuccio        | Polska · Renata Knapik-Miazga · Magdalena Pawłowska · Kamila Pytka · Martyna Swatowska-Wenglarczyk |
| Szabla                                                                        |                                                                                        | |
| Misaki Emura                                                                  | Anna Baszta                                                                            | Despina Jeorjadu Araceli Navarro                                                                   |
| Węgry · Sugár Katinka Battai · Renáta Katona · Liza Pusztai · Luca Szűcs      | Francja · Sara Balzer · Sarah Noutcha · Anne Poupinet · Caroline Queroli               | Japonia · Misaki Emura · Shihomi Fukushima · Kanae Kobayashi · Seri Ozaki                          |

## Źródła
1. ↑  Information For Delegations (ang.)